# Nisaetus alboniger
Nisaetus alboniger е вид птица от семейство Ястребови (Accipitridae).

## Разпространение
Видът е разпространен в Бруней, Индонезия, Лаос, Малайзия, Сингапур и Тайланд.